# Matías Zaldivia
Matías Ezequiel Zaldivia (San Isidro, 22 de janeiro de 1991) é um futebolista argentino que atua como zagueiro, lateral-direito. Está atualmente jogando pelo Universidad de Chile.

## Carreira
Zaldivia jogou por vários clubes da Argentina e também o Colo Colo, da Chile.

## Títulos
Arsenal de Sarandí
- Supercopa Argentina: 2012
- Copa Argentina: 2013

Colo Colo
- Campeonato Chileno: 2017 (Transición) e 2022
- Copa Chile: 2016, 2019 e 2021
- Supercopa Chilena: 2017, 2018 e 2022

Universidad de Chile
- Copa Chile: 2024